# Allister
Allister är ett amerikanskt pop-punkband från Chicago, Illinois. Fyramannabandet bildades 1996, och var ett av de första banden som skrev på för Drive-Thru Records. De har gett ut fyra studioalbum – Dead Ends and Girlfriends (1999), Last Stop Suburbia (2002), Before the Blackout (2005) och Countdown to Nowhere (2010) – och medverkade dessutom i filmen Sleepover (2004). Den 6 mars 2007 meddelade bandet att de skulle ta en paus på obestämd tid. 2010 återförenades de.

## Historia
Allister bildades i Chicago, Illinois under sitt originalnamn Phineas Gage i gymnasiet (James B. Conant H.S.) av klasskamraterna John Hamada (sång/gitarr) och Tim Rogner (sång/trummor) samt Eric "Skippy" Mueller (bas) år 1996. Följande år ändrade bandet sitt namn till Allister som är en hyllning till Alasdair Gillis från den kanadensiska TV-serien You Can't Do That On Television. Efter att ha lämnat in en kort demo, bestämde sig Drive-Thru Records för att släppa en 7" Vinylskiva med fyra låtar som fick namnet You Can't Do That On Vinyl (1998). I slutet av året tillkom en ny artist till bandet. Mueller tog över gitarrspelandet medan Scott Murphy spelade bas. År 1999 släpptes bandets första fullängds-CD Dead Ends and Girlfriends med denna uppställning medlemmar. Albumets produktionsbudget var 700 dollar och innehöll förutom en rad pop-punk-låtar även en cover av Fraggle Rock theme song och Backstreet Boys "I Want It That Way". Efter några år slutade Mueller i Allister, och sedan även Hamada. Man arbetade då med ett nytt album och Rogner tog Muellers plats på gitarr och Rogners yngre bror Chris tog över platsen som gitarrist. David Rossi gick med och spelade trummor.
Med hjälp av producenten Chris Fudurich spelade bandet in sitt andra fullängdsalbum Last Stop Suburbia år 2002. Detta album uppvisade högre standard i texterna än tidigare. Albumet innehöll flera fan-favoriter såsom "Radio Player", "Overrated" och "Somewhere On Fullerton" (som är en hyllning till Chicagos legendariska punk-plats "Fireside Bowl"). Men bandmedlemmarna gick efter detta skilda vägar. Rossi och Chris Rogner ville nämligen koncentrera sig på sitt eget band "August Premier". Man tog då in Kyle Lewis på gitarr (tidigare i banden Showoff, Now She's Gone och The Fold) samt Mike Leverence på tummor (tidigare i bandet PARR5 föregående år). Last Stop Suburbia nådde plats 9 på Billboard Heatseekers-listan.
År 2004 var Allister ute på världsturné (inklusive Europa och Japan) samtidigt som de gjorde ett gästspel i filmen Sleepover med låten "We Close Our Eyes" innan de år 2005 släppte sitt tredje album Before The Blackout.
År 2006 släpptes EP:n Guilty Pleasures som var en EP med coverlåtar. Innan avbrottet 2007 meddelade Rogner att han skulle bli pappa och att han bestämt sig för att ta ett vanligt jobb för att vara mer lättillgänglig för sin familj. Detta medförde att den tidigare Allister-medlemmen Chris Rogner (Tims bror) hoppade in när man gjorde en turné i Japan samt sin avskedsspelning i Chicago. Murphy och Lewis gick med i bandet The Let Go.
Mellan uppbrottet och återföreningen år 2008 spelade Scott Murphy in sin solo-EP med namnet Guilty Pleasures II, som en fortsättning på bandets senaste arbete. Albumet innehåller såväl japanska som engelska coverlåtar. En av låtarna, "Vouage", gjord av den japanska megastjärnan Ayumi Hamasaki var bland annat med. Murphy släppte ytterligare en uppföljnings-EP, Guilty Pleasures 3, tredje december 2008.
Sedan 2005 driver den tidigare Allister basisten/gitarristen Eric Mueller en populär MP3-blogg vid namn Can You See The Sunset From the Southside.
2010 återförenades Allister samtidigt som man gick ut med att ett nytt album skulle släppas till sommaren. Bandet är nu signerat till Universal Japan. Sextonde juli 2010 släpptes det fjärde albumet Countdown to Nowhere.
I mars 2012 började Allister jobba med sitt femte studioalbum och i maj 2012 meddelade Rogner att albumet kommer att heta Life Behind Machines. Albumet är planerat att släppas tredje oktober.

## Medlemmar
Nuvarande medlemmar
- Tim Rogner – trummor, slagverk, sång (1995 - 2000), gitarr, sång (2000 - 2007, 2010 - idag)
- Scottie Murphy – sång, elbas (1998 - 2007, 2010 - idag)
- Kyle Lewis – gitarr, bakgrundssång (2003 - 2007, 2010 - idag)
- Mike Leverence – trummor, slagverk (2003 - 2007, 2010 - idag)

Tidigare medlemmar
- Eric "Skippy" Mueller – bakgrundssång, basgitarr (1996 - 1998), rytmgitarr, bakgrundssång (1998 - 2000)
- John Hamada – sång, gitarr (1995 - 2002, 2007)
- Chris Rogner – sologitarr, bakgrundssång (2002 - 2003), rytmgitarr, sång (2007)
- David Rossi – trummor, slagverk (2000 - 2003)

## Diskografi

### Album
- 1999 - Dead Ends and Girlfriends
- 2002 - Last Stop Suburbia
- 2005 - Before the Blackout
- 2010 - Countdown to Nowhere
- 2012 - Life Behind Machines

### EP-skivor
- 1997 - 5 Song Demo Tape
- 1998 - You Can't Do That on Vinyl
- 2006 - Guilty Pleasures
- 2010 - Second City Showdown (Split EP with Good 4 Nothing)
- 2011 - You Still Can't Do That on Vinyl

### Övriga låtar
- "We Close Our Eyes" – released on the original soundtrack to Sleepover (2004)
- "Shima Uta" – released on the Japanese version of Before the Blackout (2005)
- "Walking the Plank" – released on Hair: Chicago Punk Cuts (2006)